# Michail Wassiljewitsch Golowatow
Michail Wassiljewitsch Golowatow (russisch Михаил Васильевич Головатов; * 23. August 1949 in Mukownino, Oblast Moskau, RSFSR; † 1. August 2022) war ein KGB-Offizier. Wegen seiner Beteiligung an den Januarereignissen in Litauen wurde er 2019 zu einer 12-jährigen Haftstrafe verurteilt.

## Leben
Ab 1984 war er stellvertretender Kommandant der dem KGB unterstellten Spezialeinheit ALFA und als solcher auch an den Januarereignissen in Litauen vom 13. Januar 1991 beteiligt. Damals kamen bei der Erstürmung des von Demonstranten besetzten Fernsehturms durch sowjetische Kräfte (darunter solche der ALFA) vierzehn Zivilisten ums Leben, eintausend wurden verletzt.
In Litauen wurde er deshalb aufgrund von Kriegsverbrechen und Verbrechen gegen die Menschlichkeit angeklagt, im Oktober 2010 wurde ein europäischer Haftbefehl gegen ihn erlassen. Am 14. Juli 2011 wurde er am Flughafen Wien-Schwechat festgenommen, bereits am nächsten Tag jedoch, nach Aussagen der österreichischen Behörden „mangels konkreter Informationen“, wieder freigelassen. Golowatow war als Sportfunktionär auf dem Weg zu einem Ski-Trainingsteam in Salzburg. Die Freilassung führte zu einer diplomatischen Krise zwischen Österreich und den baltischen Staaten. Die Außenminister von Estland, Lettland und Litauen wandten sich in einem Protestschreiben an EU-Justizkommissarin Viviane Reding, Litauen zog seinen Botschafter aus Österreich ab.
2019 wurde Golowatow von einem litauischen Gericht in Abwesenheit zu einer 12-jährigen Haftstrafe verurteilt.

## Auszeichnungen
Golowatow war Träger mehrerer militärischer Auszeichnungen der Sowjetunion, so u. a. des Rotbannerordens, des Ordens des Roten Sterns und der Tapferkeitsmedaille.